# Massacre d'Egbekaw
Le massacre d'Egbekaw a lieu le 6 novembre 2023 lors de la crise anglophone au Cameroun.

## Contexte
Depuis fin 2017, un conflit oppose des groupes armés indépendantistes à l'armée régulière, accusés chacun de crimes contre les civils par les ONG internationales et l'ONU, dans les régions du Nord-Ouest et du Sud-Ouest du Cameroun, peuplées principalement par la minorité anglophone de ce pays d'Afrique centrale majoritairement francophone. Les rebelles séparatistes, s'attaquent fréquemment à des civils qu'ils accusent de « collaborer » avec le pouvoir central. Les forces de sécurité sont également régulièrement accusées par les ONG internationales et l'ONU de « bavures », tueries et autres tortures sur des civils qu'elles soupçonnent de sympathiser avec les rebelles.
En juillet 2023, Amnesty International s'est de nouveau alarmée d'« atrocités » dont sont victimes les civils, énumérant des « exécutions extrajudiciaires », « homicides », y compris de femmes et d'enfants, « tortures » et « viols », perpétrés par les séparatistes armés comme par des membres des forces de sécurité.
Le 4 octobre 2023, deux villageois sont tués dans le marché du village de Guzang, dans la région du Nord-Ouest, par un groupe qui les accusait de renseigner l'armée.
Le 6 novembre 2023, jour du massacre, des célébrations sont organisées par le parti au pouvoir, le Rassemblement démocratique du peuple camerounais (RDPC), pour marquer les 41 ans, jour pour jour, de l'arrivée au pouvoir du président Paul Biya.

## Déroulement
En plein milieu de la nuit, « les terroristes » ont attaqué « au moyen d'armes à feu et d'armes traditionnelles, il y a une vingtaine de morts et sept grièvement blessées, une dizaine de maisons brûlées », selon le préfet du département de la Manyu, Viang Mekala.
Selon un habitant, qui s'est confié à l'AFP, « cela s'est passé à 4 heures du matin. Des jeunes gens armés sont venus tirer sur les habitants endormis dans leurs maisons et ont mis le feu à tout un pâté de maisons ».
Selon RFI, l'attaque s'est produite un peu avant 4 h du matin. Les populations sont surprises dans leur sommeil par les flammes d'un incendie criminel, et celles qui essayent de s'échapper sont abattues par balles.

## Bilan humain
Les responsables de la sécurité et les autorités locales affirment qu'une vingtaine de personnes, dont des femmes et des enfants, sont mortes dans l'attaque. Un officier de la gendarmerie locale annonce un bilan provisoire de 23 morts. Un résident fait le même constat. Un responsable de la Commission des droits de l’homme du Cameroun (CDHC) évoque un bilan provisoire de 15 morts. RFI évoque 24 morts. Le Centre pour les droits de l'homme et la démocratie en Afrique (CDHDA) fait état de 30 morts. 
Le 7 novembre 2023, le ministère de la Communication affirme dans un communiqué que le bilan s'alourdit à « 25 morts » dont « 19 hommes, cinq femmes et un enfant de 8 ans ».

## Responsabilité
L'attaque n'est pas revendiquée, mais la radio et la télévision publiques locales l'attribuent « aux séparatistes ».

## Conséquence

### Déplacement de populations
Dans un rapport paru le 12 novembre 2023, le Bureau de la coordination des affaires humanitaires (BCAH) indique que 480 personnes dont des femmes et des enfants ont fuient le village à la suite du massacre.

## Réactions nationales
Le Premier ministre, Joseph Dion Ngute, déclare sur Twitter : « Je suis profondément choqué et attristé par l'attaque survenue à Mamfe la nuit dernière. Je condamne fermement ces actes de terrorisme contre des citoyens innocents, dont le seul objectif est de porter atteinte à la paix et à la sécurité de nos communautés. Odieux! Déplorable! Mes condoléances aux familles endeuillées ». L'entrepreneuse Rebecca Enonchong qualifie l'attaque de « terreur », de « méprisable » et de « barbare ». Elle appelle le gouvernement à « briser le cycle de la violence et à trouver une solution à ce conflit qui affecte la région ». L'homme politique Serge Espoir Matomba condamne l'attaque et souhaite que « toute la lumière soit faite ».
Sur les réseaux sociaux notamment sur Facebook, plusieurs personnalités de la musique, du cinéma et de la beauté rendent hommages aux victimes parmi elles les chanteurs et chanteuses Mani Bella et Salatiel, l'actrice Muriel Blanche et l'ex-Miss Cameroun, Julia Samantha Edima.
L'homme politique Maurice Kamto condamne le massacre, présente ses condoléances aux familles éprouvées et appelle à un « dialogue inclusif » pour résoudre le conflit. Le gouvernement condamne « avec la plus grande fermeté l'attaque dirigée contre les personnes innocentes par une bande de terroristes dont le seul but est de semer la terreur et la désolation dans les familles ». Le ministère de la Communication déclare qu'une enquête est ouverte et qu'elle est conduite par les forces de défense et de sécurité.
Dans un communiqué adressé au gouverneur de la région du Sud-Ouest, le président de la République, Paul Biya condamne fermement l'attaque.

« J'ai pris connaissance avec émoi, du bilan humain elevé, suite à l'attaque lâche et barbare perpetrée par un groupe armé dans la ville de Mamfé. Je condamne avec fermeté cet acte horrible qui a ôté la vie à d'innocents et paisibles citoyens. J'ai instruit les autorités compétentes d'organiser en urgence, l'assistance aux familles des victimes et aux blessés. Je vous demande également de rassurer les familles endeuillées et nos concitoyens du Sud-Ouest que tous les moyens possibles seront déployés pour retrouver et punir les coupables avec toute la rigueur de la loi. 
Toutes les entreprises qui sèment l'insécurité dans notre pays seront toujours vouées à l'échec, car l'unité et la stabilité de notre nation sont notre bien le plus précieux. »

Lors de l'ouverture de la 3e session ordinaire, le Sénat observe une minute de silence en hommage aux victimes. Le président de la chambre haute du Parlement, Marcel Niat Njifenji condamne l'attaque et exprime sa compassion aux victimes.

« Rien ne peut expliquer que l’on s’en prenne lâchement à de paisibles citoyens. J’exhorte le gouvernement à prendre toutes les mesures pour retrouver les auteurs des odieux massacres de Mamfé  et les traduire devant les tribunaux »

## Réactions internationales

### Organisations internationales
- Union africaine : Le président de l'Union africaine, Moussa Faki déclare sur Twitter : « Je condamne dans les termes les plus fermes l'horrible attaque terroriste survenue à Egbekaw, Mamfe, dans la région du Sud-Ouest du Cameroun, qui a fait plus de 20 morts parmi les civils et détruit leurs maisons. Mes sincères condoléances aux familles endeuillées, au peuple et au gouvernement de Cameroun »[24].

- Dans un communiqué, la Commission africaine des droits de l'homme et des peuples (CADHP) condamne fermement l'attaque et présente ses condoléances aux familles éprouvées, au Gouvernement et au peuple camerounais. La Commission se dit préoccupée par la détérioration continue de la situation des droits de l’homme dans les régions anglophones et par la persistance du conflit[25].
- ONU : Le secrétaire général de l'ONU, António Guterres condamne fermement l'attaque et souligne que les attaques à l'encontre des populations sont inacceptables. Il présente ses plus sincères condoléances aux familles affectées et demande au gouvernement camerounais de mener une enquête et de veiller à ce que les responsables répondent de leurs actes[26].